# 波埃尼鄉 (特列奧爾曼縣)
44°24′N 25°20′E / 44.400°N 25.333°E
波埃尼鄉（羅馬尼亞語：Comuna Poeni, Teleorman），是羅馬尼亞的鄉份，位於該國南部，由特列奧爾曼縣負責管轄，面積45平方公里，海拔高度141米，2007年人口3,084，人口密度每平方公里68人。